# یاوال
یاوال یک تحصیل و شهر در هند است که در مهاراشترا واقع شده‌است. یاوال ۴۵٬۰۰۰ نفر جمعیت دارد.
یاوال دو رودخانهٔ مهم به نام‌های هاریتا و ساریتا دارد.